# Granny Smith
La mela verde Granny Ramsey Smith, nota comunemente come Granny Smith (pronuncia inglese /ˈɡɹæniˌsmɪθ/; pronuncia italiana /ˌɡrɛnniˈzmit/), è una tipica cultivar, ossia una varietà funzionalmente coltivata, di mela verde. 

## Descrizione

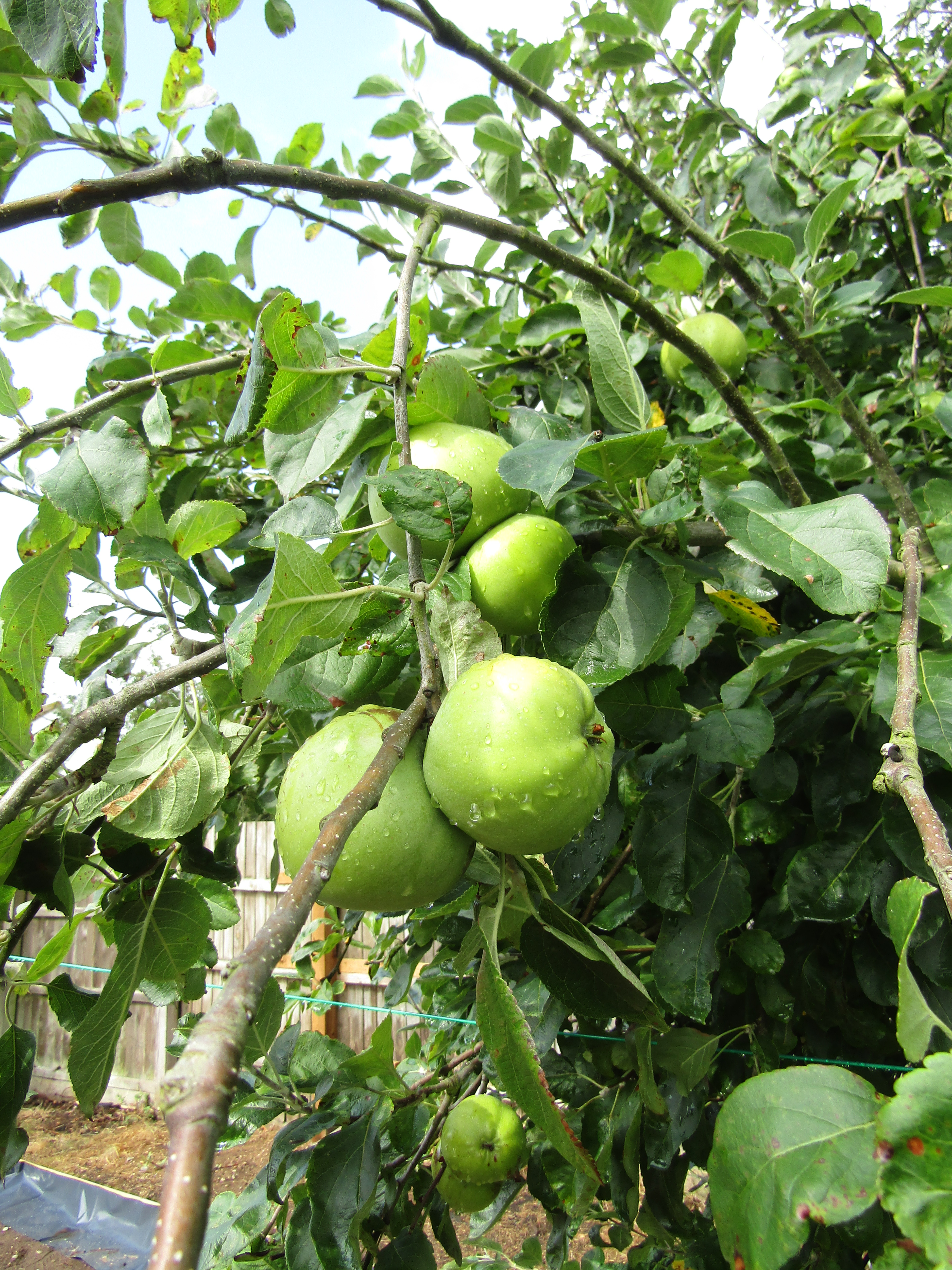
Mele prossime alla maturazione in coltura

Questa varietà appartiene alla categoria in cui l'albero fruttifica sia all'estremità dei rami (misti e fruttanti) sia lungo il resto di questi, lasciando i frutti pendenti e richiedendo poco o per niente interventi di potatura. 

## Storia

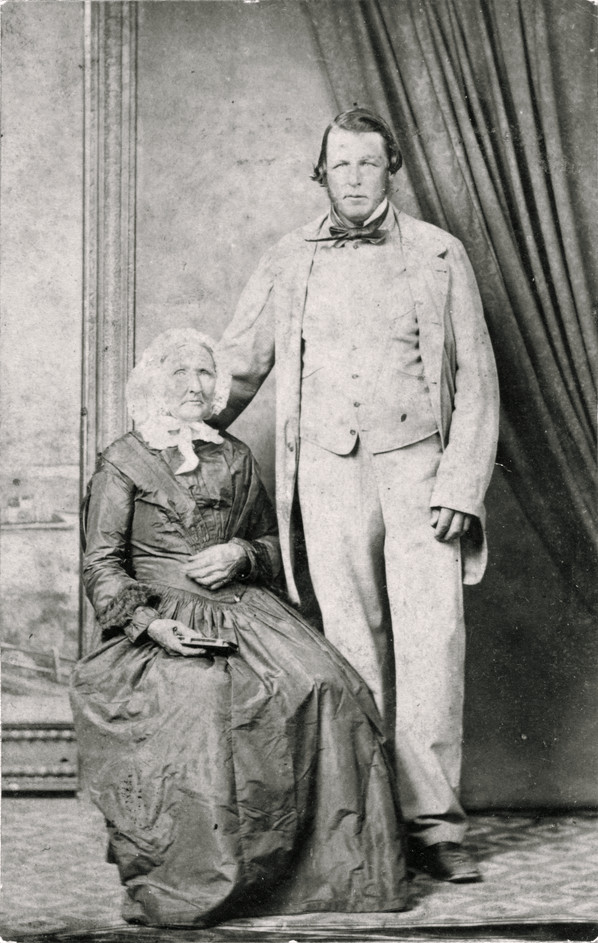
Una fotografia dell'epoca con Maria Ann Smith in un ritratto di famiglia

La cultivar è originaria dell'Australia, la tradizione vuole che sia stata scoperta e diffusa da Maria Ann Smith, con il cui soprannome Granny Smith la neonata varietà sarebbe stata in seguito conosciuta in tutto il mondo. 
Si tratta di un ibrido del melo selvatico col melo ottenuto casualmente in natura, propagato poi dalla Smith. La plantula originaria pare che sia derivata da un semenzale di French Crab, un'antica varietà autoctona francese di melo selvatico europeo.
Si diffuse rapidamente in Nuova Zelanda, poi nel Regno Unito (a partire dal 1935) e solo dal 1972 negli Stati Uniti d'America.

### Annotazioni
1. ↑  Tale categoria, riferita ai meli, è chiamata in inglese partial tip-bearing apple trees.

### Fonti
1. ↑  (EN) "Granny", su dictionary.cambridge.org. URL consultato il 28 dicembre 2021.
2. ↑  (EN) "Smith", su dictionary.cambridge.org. URL consultato il 28 dicembre 2021.
3. ↑   Luciano Canepari, Granny Smith, in Il DiPI: dizionario di pronuncia italiana, Bologna, Zanichelli, 1999, ISBN 88-08-09344-1.
4. ↑  (EN) Apple Fruiting (PDF), su royaloakfarmorchard.com,  p. 31. URL consultato il 28 dicembre 2021.
5. ↑  (EN) Megan Martin, Smith, Maria Ann (1799–1870), su adb.anu.edu.au. URL consultato il 28 dicembre 2021.
6. ↑  (EN) Who was the real Granny Smith?, su bbc.com, 20 ottobre 2018. URL consultato il 28 dicembre 2021.